# Климово (Сергиево-Посадский район)
Климово — деревня в Сергиево-Посадском районе Московской области России, входит в состав сельского поселения Селковского.

## Население
| 1835 | 1850 | 1857 | 1859 | 1895 | 1905 | 1926 | 2002 |
| ---- | ---- | ---- | ---- | ---- | ---- | ---- | ---- |
| 14   | ↗34  | ↗56  | ↘45  | ↘42  | ↘17  | ↗30  | ↘1   |
| 2006 | 2010 |      |      |      |      |      |      |
| →1   | ↘0   |      |      |      |      |      |      |

## География
Деревня Климово расположена на севере Московской области, в северо-восточной части Сергиево-Посадского района, примерно в 79 км к северу от Московской кольцевой автодороги и 28 км к северу от станции Сергиев Посад Ярославского направления Московской железной дороги.
В 13,5 км юго-восточнее деревни проходит Ярославское шоссе М8, в 19 км к юго-западу — Московское большое кольцо А108, в 3 км к западу — автодорога Р104. Ближайшие населённые пункты — деревни Малинки и Трёхселище.

## История
В «Списке населённых мест» 1862 года — владельческая деревня 2-го стана Переяславского уезда Владимирской губернии по правую сторону Углицкого просёлочного тракта от границы Александровского уезда к Калязинскому, в 52 верстах от уездного города и становой квартиры, при безымянном ручье, с 7 дворами и 45 жителями (24 мужчины, 21 женщина).
По данным на 1895 год — деревня Хребтовской волости Переяславского уезда с 42 жителями (20 мужчин, 22 женщины). Основными промыслами населения являлись возка лесного материала из соседних лесных дач в Сергиевский посад и пилка дров, 4 человека уезжало в качестве фабричных рабочих на отхожий промысел в Москву и уезды.
По материалам Всесоюзной переписи населения 1926 года — деревня Малинковского сельсовета Хребтовской волости Сергиевского уезда Московской губернии в 7,5 км от Угличско-Сергиевского шоссе и 37,3 км от станции Сергиево Северной железной дороги; проживало 30 человек (13 мужчин, 17 женщин), насчитывалось 6 крестьянских хозяйств.
С 1929 года — населённый пункт Московской области в составе:
- Трёхселищенского сельсовета Константиновского района (1929—1939)[13],
- Новошурмовского сельсовета Константиновского района (1939—1957)[14],
- Новошурмовского сельсовета Загорского района (1957—1959)[15],
- Торгашинского сельсовета Загорского района (1959—1963, 1965—1991)[16][17],
- Торгашинского сельсовета Мытищинского укрупнённого сельского района (1963—1965)[18][17],
- Торгашинского (до 09.01.1991) и Селковского сельсоветов Сергиево-Посадского района (1991—1994)[17],
- Селковского сельского округа Сергиево-Посадского района (1994—2006)[19],
- сельского поселения Селковского Сергиево-Посадского района (2006 — н. в.)[20][21].